# Київська губернська вчена архівна комісія
Київська губернська вчена архівна комісія (рос. Киевская губернская учёная архивная комиссия) — архівознавча наукова установа Київської губернії (Київщини).
Чергова регіональна організація створена в Російській імперії згідно плану Калачова М. В. реорганізації архівної справи, й схвалена міністром внутрішніх справ графом Дмитром Олександровичем Толстим Положенням Комітету міністрів «Про заснування вчених архівних комісій та історичних архівів» (рос. Об учреждении учёных архивных комиссий и исторических архивов), затверджене 13 квітня 1884 р. імператором Олександром III.
Зазначена установа власне Київської губернії заснована 28 березня 1914 року з метою виявлення, збирання, розгляду та упорядкування документальних матеріалів, що становили історичну цінність. У науковому відношенні комісія була підпорядкована Санкт-Петербурзькому археологічному інститутові, а в адміністративному — Київському губернаторові. Її створювали як підрозділ Київського товариства охорони пам'яток старовини та мистецтв.
Спеціальних асигнувань комісія не мала й утримувалася на кошти, які надходили від членських внесків та пожертв приватних осіб — любителів старожитностей.
Комісія ця була утворена за ініціативою членів Київського товариства охорони пам'яток старовини і мистецтв, котре розробило науково-теоретичні засади її діяльності (праці Каманіна І.). Знаходилася комісія на вулиці Володимирській № 60 у м. Києві.
Серед 55 членів-засновників комісії були: Біляшівський М., Данилевич В., Добровольський Л., Довнар-Запольський М., Дорошенко Д., Завітневич В., Каманін І., Левицький О., Павлуцький Г., Петров М., Покровський О., Стелецький Б., Титов Ф., Хвойка В., Щербаківський Д. та інші.
Головою комісії було обрано Іконникова В. (склав повноваження у 1915 р.).
Передбачалося створення підкомісій у Києві й за межами міста. Але події Першої світової війни, що почалися влітку 1914 р. не дали змоги цій комісії налагодити діяльність. Хоча робота з розгляду архівних справ здійснювалася Каманіним І., Мердером О., Тітовим Ф., Левицьким О., Добровольським Л., Смирновим П..
Члени даної комісії заснували Київський історичний архів.
У 1918 р. зазначена комісія була ліквідована. Увійшла до складу Київської археографічної комісії.